# Akropolis reli
Akropolis reli Grčka (službeno engl: BP Ultimate Acropolis Rally of Greece) je natjecanje u reli utrkama koje se održava u sklopu Svjetskog prvenstva u reliju u ljeti na prašnjavim, grubim, i kamenitim planinama po najvećoj vrućini grčkog ljeta u okolici Atene. Vrhunac natjecanja je etapa koja se odvija na Olimpijskom stadionu u Ateni. Reli je poznat po iznimnoj zahtjevnosti za vozača i za automobil. Godine 2005. proglašen je relijem godine.  

## Općenito
Akropolis reli održava od 1951. u organizaciji Grčkog automobilističkog saveza (ELPA). 
Mnogi poznati vozači pobjeđivali su na ovoj utrci (Walter Röhrl, Björn Waldegård, Ari Vatanen, Stig Blomqvist, Juha Kankkunen, Carlos Sainz, i drugi).
Reli je poznat kao jedan od najtežih u prvenstvu zbog mješavine kamenih planinskih staza, prašine i vrućine. Automobili se za ovu utrku pripremaju posebno čvrsti kako bi uspjeli izdržati brze i kamenom prekrivene etape. Vozači i suvozači se moraju uz teren boriti i s visokom temperaturom koja je kokpitu često oko 50 °C. Godine 2005. uvedena je nova etapa unutar Olimpijskog stadiona u Ateni.

## Pobjednici
- 2024. – Thierry Neuville, Hyundai
- 2023. – Kalle Rovanperä, Toyota
- 2022. – Thierry Neuville, Hyundai
- 2021. – Kalle Rovanperä, Toyota
- 2019. i 2020. – nije održano
- 2018. – Bruno Magalhães, Škoda
- 2017. – Kajetan Kajetanowicz, Ford
- 2016. – Ralfs Sirmacis, Škoda
- 2015. – Kajetan Kajetanowicz, Ford
- 2014. – Craig Breen, Peugeot
- 2013. – Jari-Matti Latvala, Volkswagen
- 2012. – Sébastien Loeb, Citroën
- 2011. – Sébastien Ogier, Citroën
- 2010. – utrka nije bila u kalendaru Svjetskog prvenstva
- 2009. – Mikko Hirvonen, Ford
- 2008. – Sébastien Loeb, Citroën
- 2007. – Marcus Grönholm, Ford
- 2006. – Marcus Grönholm, Ford
- 2005. – Sébastien Loeb, Citroën
- 2004. – Petter Solberg, Subaru
- 2003. – Markko Märtin, Ford
- 2002. – Colin McRae, Ford
- 2001. – Colin McRae, Ford
- 2000. – Colin McRae, Ford
- 1999. – Richard Burns, Subaru
- 1998. – Colin McRae, Subaru
- 1997. – Carlos Sainz, Ford
- 1996. – Colin McRae, Subaru
- 1994. – Carlos Sainz, Subaru
- 1993. – Miki Biasion, Ford
- 1992. – Didier Auriol, Lancia
- 1991. – Juha Kankkunen, Lancia
- 1990. – Carlos Sainz, Toyota
- 1989. – Miki Biasion, Lancia
- 1988. – Miki Biasion, Lancia
- 1987. – Markku Alén, Lancia
- 1986. – Juha Kankkunen, Peugeot
- 1985. – Timo Salonen, Peugeot
- 1984. – Stig Blomqvist, Audi
- 1983. – Walter Röhrl, Lancia
- 1982. – Michèle Mouton, Audi
- 1981. – Ari Vatanen, Ford
- 1980. – Ari Vatanen, Ford
- 1979. – Björn Waldegård, Ford
- 1978. – Walter Röhrl, Fiat
- 1977. – Björn Waldegård, Ford
- 1976. – Harry Källström, Datsun
- 1975. – Walter Röhrl, Opel
- 1974. – otkazano
- 1973. – Jean-Luc Thérier, Alpine-Renault

## Vanjske poveznice
- (grč.)(engl.)Službene internet stranice
- (engl.)Službene stranice WRC.com
- (grč.)Službene stranice organizatora  Arhivirana inačica izvorne stranice od 7. svibnja 2006. (Wayback Machine)
- (engl.)2006. FIA WRC kalendar  Arhivirana inačica izvorne stranice od 28. siječnja 2007. (Wayback Machine)
- (engl.)Sigurnosna pravila za gledatelje  Arhivirana inačica izvorne stranice od 5. ožujka 2007. (Wayback Machine)
- (grč.)Službene stranice grada Atene